# یان‌مرغ
یان‌مرغ (نام علمی: Yanornis) یک سردهٔ منقرض‌شده از پرندگان ماهی‌خوار کرتاسه پیشین است. دو گونه، هر دو از استان لیائونینگ، چین توصیف شده‌است: Yanornis martini، بر اساس چندین فسیل یافت‌شده در سازند ۱۲۰ میلیون ساله Jiufotang در چاویانگ، و Yanornis guozhangi، از ۱۲۴ میلیون سال در سازند قدیمی Yixian به دست آمده‌است.

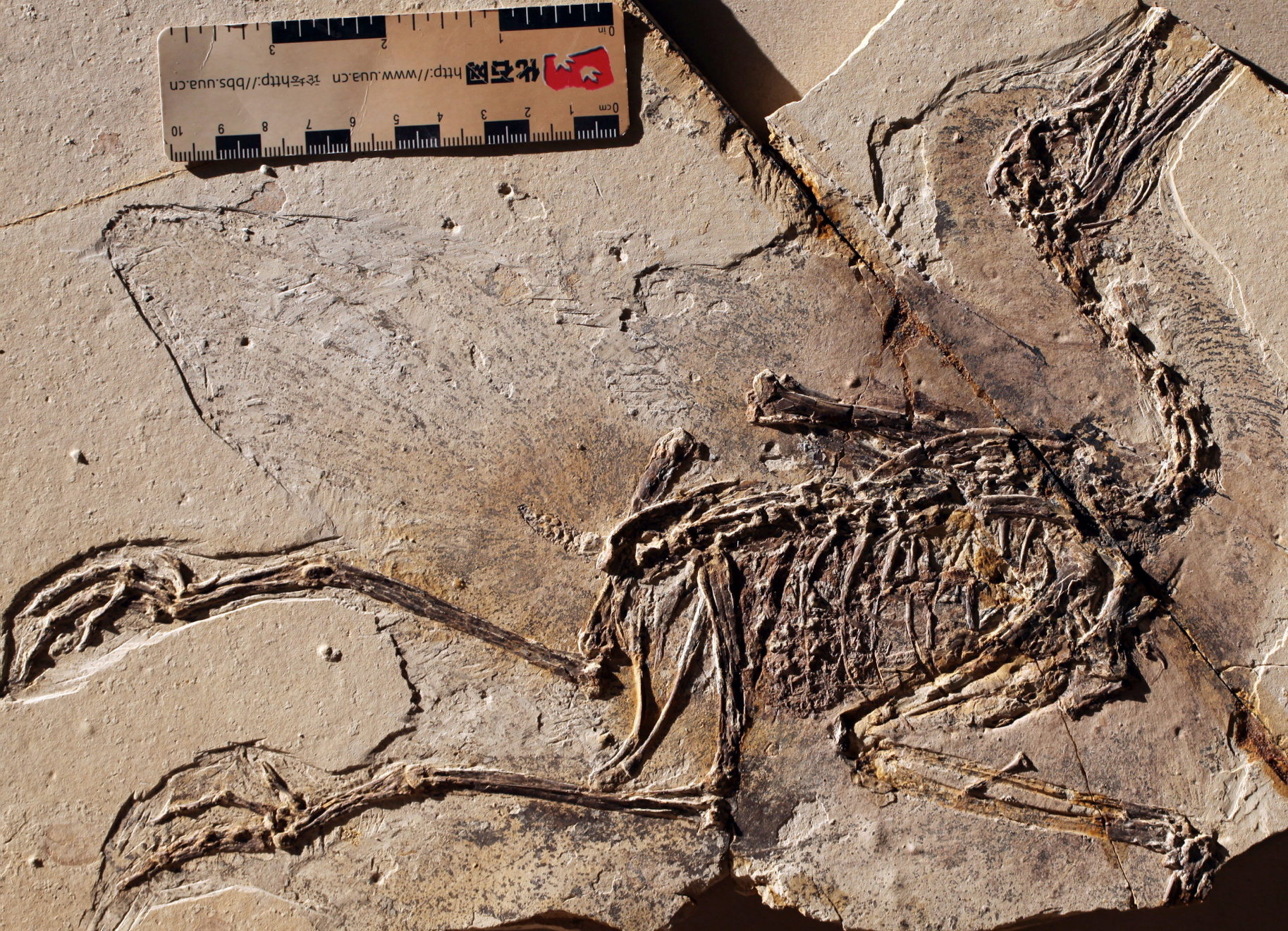
نمونه فسیلی Y. martini